# 2006 في روسيا
فيما يلي قوائم الأحداث التي وقعت خلال عام 2006 في روسيا.

## أحداث
- 9 يوليو – خطوط إس7 الرحلة 778

## رياضة
- 12 مارس – بطولة العالم لألعاب القوى داخل الصالات 2006

## برامج ومسلسلات وأنمي
- سعداء معا

## وفيات

### فبراير
- 15 فبراير – أندريه بتروف (مواليد 1930) ملحن روسي.
- 21 فبراير – غينادي آيغي (مواليد 1934) كاتب روسي.

### مارس
- 19 مارس – أناتولي بوزاتش (مواليد 1941) لاعب كرة قدم أوكراني.

### مايو
- 6 مايو – كوستانتين بيسكوف (مواليد 1920) لاعب كرة قدم روسي.

### يونيو
- 17 يونيو – عبد الحليم سعدلاييف (مواليد 1966) سياسي روسي.

### يوليو
- 10 يوليو – شامل باساييف (مواليد 1965)

### أغسطس
- 24 أغسطس – فيكتور بافلوف (مواليد 1940)

### أكتوبر
- 6 أكتوبر – فالنتين موراتوف (مواليد 1928)

### نوفمبر
- 23 نوفمبر – ألكساندر ليتفينينكو (مواليد 1962) عميل سابق في لجنة أمن الدولة السوفيتية وضابط في خدمة الأمن الاتحادية.